# Шубины (Мурашинский район)
Шубины — деревня в составе Мурашинского района Кировской области. 

## География
Находится на расстоянии примерно 31 километр по прямой на запад от районного центра города Мураши.

## История
Деревня известна с 1873 года, когда здесь было учтено дворов 31 и жителей 252, в 1905 году 17 и 115, в 1926 27 и 124, в 1950 29 и 71, в 1989 году 32 жителя . До 2021 года входила в Мурашинское сельское поселение Мурашинского района, ныне непосредственно в составе Мурашинского района.

## Население
Постоянное население  составляло 5 человек (русские 80%) в 2002 году, 1 в 2010.